# Ракета въздух-въздух
Ракета „въздух-въздух“ се нарича управляема авиационна ракета, предназначена за поразяване на летателни апарати. В англоезичната литература се обозначава като AAM, съкращение от air-to-air missile. В исторически план първоначално са разработени неуправляеми варианти на този клас ракети, а първите управляеми ракети се появяват в края на Втората световна война в Нацистка Германия. Първото въздушно сражение (и първата победа) с употребата на новия клас оръжие се състои на 24 септември 1958 г. Ракетите „въздух-въздух“ се класифицират по далечината им на действие и типа на главата им за самонасочване.

## История
Първите ракети (по-точно реактивни снаряди) за използване във въздушен бой са разработени през 1930-те г. в СССР. Това са твърдогоривните реактивни снаряди РС-82, чието първо бойно използване е на 20 август 1939 г. в хода на боевете при Халхин-Гол. На този ден експериментална група от пет изтребителя И-16, въоръжена с новото оръжие, при изпълнение на задача за близка въздушна поддръжка на наземните войски, се сблъсква с група японски самолети. По заповед на командира на групата, капитан Н. Звонарьов, съветските изтребители изстрелват залпово ракетите си по японските самолети от разстояние около километър, като в резултат са свалени два противникови изтребителя. Голямото разсейване на стрелбата и почти нулевата им ефективност срещу единична, енергично маневрираща цел, правят тези първи ракети не особено пригодими за въздушен бой и те започват да се използват за удари по наземни цели, въпреки че епизодично са използвани от съветските пилоти и като оръжие за въздушен бой. Друга държава, която прави разработки в същата насока е Германия. Там от 1943 г. се използва неуправляемата ракета WGr21 (Werfergranate 21), която се изстрелва от немските изтребители срещу съюзническите бомбардировъчни формации с цел да ги разпръсне и да наруши бойния им ред, с което (най-малкото) да бъдат облекчени атаките на другите немски изтребители.
Съвременните управляеми ракети клас „въздух-въздух“ също водят началото си от Германия през Втората световна война. По време на тежките съюзнически бомбардировки Луфтвафе се сблъсква с недостатъчната ефективност на използваното картечно-оръдейно авиационно въоръжение срещу тежките англо-американски бомбардировачи. В резултат започват разработките на поредното „оръжие-чудо“, което е способно да унищожи бомбардировача от безопасно за пилота-изтребител разстояние. Усилията на немските конструктори довеждат до създаването на такива опитни образци ракети „въздух-въздух“ като Ruhrstahl X-4.
Следвоенните изследвания довеждат до създаването на ракетата „въздух-въздух“ Fairey Fireflash, приета на въоръжение във ВВС на Великобритания през 1955 г., но използването ѝ се оказва слабоефективно. ВВС и ВМС на САЩ приемат на въоръжение ракети клас „въздух-въздух“ през 1956 г. Първата ракета във ВВС на САЩ е AIM-4 Falcon, а ВМС на САЩ получават наведнъж две ракети, чиито модификации се използват и до днес – AIM-7 Sparrow и AIM-9 Sidewinder. Първата съветска ракета от този клас (К-5 (РС-1У)) е приета на въоръжение през 1957 г.
На 24 септември 1958 г., по време на Китайско-тайванския конфликт през 1958 г., се състои първото в света въздушно сражение, в което са използвани управляеми ракети клас „въдух-въздух“. На този ден 30 китайски изтребителя J-5 се срещат с 14 тайвански F-86F Sabre, шест от които използват ракетно въоръжение (AIM-9 Sidewinder). Според Тайван в този бой тайванските F-86 Sabre свалят общо 10 китайски J-5 – четири с ракети и шест с картечен огън, докато китайците признават загубата само на един J-5, свален с ракети. Според някои твърдения една ракета поразява китайски изтребител, но не се взривява и той каца с нея на своето летище. Впоследствие тази ракета е копирана от СССР и приета на въоръжение под обозначението К-13 (Р-3С).
През 1960-те г. преобладава мнението, че бъдещият въздушен бой ще се свежда само до обмяната на ракетни удари между самолетите на противостоящите страни на далечини, превишаващи визуалния контакт между тях и затова създадените в началото на 60-те г. изтребители получават на въоръжение само ракети (типичен пример в това отношение е американския F-4 Phantom II). Но големите загуби понесени от новите самолети от оръдейното въоръжение на по-старите изтребители по време на войната във Виетнам, довеждат до преразглеждането на възгледите за въздушния бой и връщането на оръдията в състава на въоръжението на изтребителите. Но ракетата „въздух-въздух“ остава основно оръжие за водене на въздушен бой.
Първите ракети са с инфрачервени глави за самонасочване и могат да захванат цел за автосъпровождане само в задната полусфера, там, където се намират двигателите, чието топлинно излъчване е най-силно. Съвременните ракети клас въздух-въздух са всеракурсни (захващат целта от всякаква посока) независимо от типа на използваната глава за самонасочване.

## Конструкция
Ракетите от клас въздух-въздух имат удължен цилиндричен корпус за намаляване на площта на напречното сечение, което способства за намаляването на силата на съпротивлението на въздуха при полети на високи скорости.
В предната част на ракетата е разположена главата за самонасочване (ГСН), която може да бъде радиолокационна, инфрачервена или оптико-електронна. Зад нея е разположено бордовото радиоелектронно оборудване, което управлява движението на ракетата и насочването ѝ към целта по метода. Сигналите за управление на ракетата се формират от автопилота на базата на информацията за движението на целта, получавана от ГСН и информацията от бордовите датчици за движение (датчици за ъгловите скорости и ускорения и за линейните ускорения). Обикновено зад бордовото радиоелектронно оборудване в центъра на ракетата се намира бойната част, състояща се от заряд взривно вещество и неконтактен взривател. Бойните части могат да са фугасни, осколочно-фугасни и т.н.; използват се радиолокационни (активни и пасивни), лазерни и инфрачервени неконтактни взриватели.
В задната част на ракетата се намира едно- или двурежимен твърдогоривен ракетен двигател. На някои далекобойни ракети са използвани многорежмни течногоривни ракетни двигатели и ракетно-правопоточни двигатели, които позволяват да се икономисва гориво за заключителната високоманеврена фаза на полета. Някои съвременни ракети имат втори твърдогоривен двигател за заключителната част от полета. Например, перспективната ракета MBDA Meteor за повишаване на далечината на полета има двудвигателна схема: за сближаване с целта се използва правопоточен реактивен двигател, а на заключителния етап – ракетен. Съвременните ракети въздух-въздух използват бездимни ракетни двигатели, тъй като димните опашки на ракетите от първите поколения позволявали на екипажа на обстрелвания самолет да забележи отдалеч пуска на ракетите и да предприеме мерки за избягването им.
В зависимост от аеродинамичната схема на корпуса на ракетата обикновено се разполагат крила. В качеството на органи за управление се използват аеродинамични (с електрическо или хидравлично управление) или газови кормила. Аеродинамичните кормила могат да бъдат завъртащи се крила, елерони, ролерони, спойлери и др. За повишаване на маневреността ракетите могат да използват и двигатели с отклоняем вектор на тягата. Източниците за захранване са акумулатори от различен вид.

## Далечина на действие
По далекобойност ракетите от клас въздух-въздух се разделят на:
- малка далечина на действие (на английски: short-range AAM, SRAAM) – Предназначени са за поразяване на летателни апарати в пределите на визуалното откриване на целите. По принцип са оборудвани с инфрачервени системи за насочване.
- средна далечина на действие (на английски: medium-range AAM, MRAAM) – Ракети с далекобойност до 100 км; оборудвани обикновено с радиолокационни ГСН.
- голяма далечина на действие (на английски: long-range AAM, LRAAM) – Ракети с далекобойност над 100 км; снабдени обикновено с комбинирана система за насочване, състояща се от инерциално-коректируема и активна или полуактевна ГСН за насочване в крайния участък от полета.

В англоезичната литература ракетите с малка далечина на действие се обозначават също и като dogfight AAM или within visual range, WVRAAM. Ракетите със средна и голяма далечина – като beyond visual range, BVRAAM.
Когато се говори за далечина на действие на ракетата, обикновено се указва далечината на полета на ракетата в идеални условия, което до известна степен е заблуждаващо. Ефективната далекобойност на ракетата зависи от много фактори: височината на пуска и на целта, скоростта на самолета-носител и на целта, ракурса на пуска и относителното местоположение на целта и на самолета-носител. Например, руската ракета със средна далечина на действие Р-77 има далекобойност 100 км, но такава далекобойност се постига само при пуск по неманеврираща, намираща се в предната полусфера цел на голяма височина. При изстрелване на ниска височина ефективната далекобойност може да достигне само 20 – 25 % от максималната. Ако целта активно маневрира или ракетата е изстреляна в задната полусфера на отлитаща с висока скорост цел (ракетата лети в т. нар. режим на догон, в догон (догонване)), далечината на действие може да да намалее още. В литературата на английски език ефективната далекобойност, т.е. далечината при която целта не може да се отклони от изстреляната по нея ракета, се нарича no-escape zone.
Недостатъчно подготвените пилоти обикновено изстрелват ракетите си на максимална далечина, което води до изключително ниски резултати. Така например, по време на Втората етиопско-еритрейска война (1998 – 2000) пилотите и от двете страни изстрелват огромно количество ракети Р-27 (по класификацията на НАТО: AA-10 Alamo) от големи дистанции с нулев резултат. Но когато при сближаването с противника пилотите на етиопските Су-27 атакуват противника с ракети Р-73 (AA-11 Archer), те често унищожават целта.

## Системи за насочване
Управляемите ракети се насочват по радиолокационното или инфрачервеното излъчване на целта и се сближават с нея до взривяването на бойния заряд. По правило бойната част се взривява от неконтактен взривател на известно разстояние от целта. Тя се поразява от осколките на бойния заряд които са способни понякога буквално да прережат летателния апарат. При случаи на пряко попадение и за самоликвидация, ракетата има и контактен взривател.
Независимо че ракетата използва бордова РЛС или инфрачервен датчик за насочване към целта, за нейното откриване обикновено се ползва оборудването на самолета-носител, при което целеуказването може да бъде получено по различни начини. Ракетите с радиолокационна ГСН могат да получат целеуказание (направление към целта) от бордовата РЛС на носителя, а ракетите с инфрачервена ГСН могат да бъдат изстреляни по цели открити визуално или с помощта на оптико-електронни системи за целеуказание. Но на последните ракети е нужно подсветяване на целта от бордовата РЛС на носителя по време на целия прехват или поне в началния стадий, в зависимост от типа на радиолокационната ГСН.

### Радиокомандна (РК)
Първите ракети „въздух-въздух“ се оборудват с радиокомандна система за насочване. При тази система за насочване пилотът трябва да управлява изстреляната ракета с помощта на джойстик, монтиран в кабината. Управляващите импулси се предават на ракетата първоначално по кабел, по-късно по радиоканал. В опашната част на такава ракета обикновено се монтира трасьор. Вероятността за поразяване на цел с ръчноуправляема ракета е крайно ниска.
По-късно тази система е автоматизирана. Изтребителят формира тесен радиолъч, насочен точно в целта. Ракетата се изстрелва в лъча, където се удържа по курса от автопилот на базата на разположените в задната ѝ част датчици. Докато самолетът-носител държи лъча върху целта, ракетата лети към нея. Относително простата технически система се оказва много сложна в експлоатационно отношение, тъй като за пилота е много сложно да държи лъча върху целта, като едновременно пилотира самолета и наблюдава обстановката около себе си, за да не стане той самият обект на атака. Освен това и не може да се разчита на праволинеен, равномерен полет на целта по време на насочването.
Типове ракети с радиокомандна система за насочване са:
- Ruhrstahl X-4 – Германия (ръчно, по кабел)
- Henschel Hs.298 – Германия (ръчно, по радиоканал)
- К-5 – СССР (автоматизирана)
- AA.20 – Франция (ръчно, по радиоканал)

### Радиолокационна
Радиолокационната система за насочване по правило се използва в ракетите със средна и голяма далечина на полета, тъй като от такива дистанции инфрачервеното излъчване на целта е прекалено слабо за сигурно съпровождане от инфрачервена ГСН. Съществуват два типа радиолокационни глави за самонасочване: активна и пасивна.
Методите за противодействие срещу ракети с радиолокационна глава за самонасочване включват активно маневриране, изстрелване на диполни отражатели и създаването на радиосмущения от системите за радиоелектронно противодействие (РЕП).

#### Активна радиолокационна (АРЛС)
Ракетите с активна радиолокационна ГСН имат своя собствена РЛС с излъчвател и приемно устройство за следене на целта. Далекобойността на ракетата зависи от размера на антената, която от своя страна е ограничена от корпуса на ракетата. Затова ракетите с активна радиолокационна ГСН използват допълнителни методи за сближаване с целта, докато тя попадне в обхвата на собствената им РЛС. Към тях се отнасят инерциално-коректируемият метод и полуактивния радиолокационен метод.
Някои типове ракети с активна радиолокационна ГСН:
- Р-27АЭ – СССР
- Р-33 – Русия
- Р-77 – Русия
- AIM-54 Phoenix – САЩ
- AIM-120 AMRAAM – САЩ
- MICA EM – Франция

#### Полуактивна радиолокационна (ПРЛС)
Ракетите с полуактивна радиолокационна ГСН нямат свой собствен излъчвател. Главата им за самонасочване приема отразения от целта сигнал, излъчен от бордовата РЛС на самолета-носител – така за успешното насочване на ракета с такъв тип насочване, атакуващият самолет трябва да облъчва целта до края на прехвата, което ограничава неговото маневриране. Ракетите с полуактивна радолокационна ГСН са по-чувствителни на смущения от ракетите с активна ГСН, тъй като радиолокационният сигнал при полуактевно насочване трябва да измине по-голямо разстояние.
Някои типове ракети с полуактивна радиолокационна ГСН:
- Skyflash – Великобритания
- Aspide – Италия
- Р-27 – СССР
- AIM-7 Sparrow – САЩ
- Super R 530 – Франция

### Инфрачервена (ИЧ)
Инфрачервената глава за самонасочване се насочва по топлината, излъчвана от целта. Ранните варианти на тези системи имат ниска чувствителност, затова могат да се ориентират по соплото на работещия двигател. За използването на такава ракета атакуващият самолет трябва при изстрелването ѝ да се намира точно зад целта. Това ограничава маневрирането на самолета-носител и диапазонът на използване на ракетата. Ниската чувствителност на ГСН ограничава и далечината на пуска, тъй като топлинното излъчване силно се намалява с увеличаването на разстоянието.
Съвременните ракети с ИЧ глава за самонасочване са всеракурсни (изстрелвани от всякакво направление), тъй като чувствителността на инфрачервените датчици позволяват да се улови топлината, възникнала в процеса на триене на обшивката на самолета във въздушния поток. Заедно с повишената маневреност на ракетите с малка далечина на полета, това позволява на самолета да нанася удар по целта от всякакво положение, а не само от задната полусфера, но вероятността за поразяването на целта от ракета, изстреляна в задната полусфера е по-висока.
Основно средство за противодействие на ракетите с ИЧ самонасочване са изстрелваните топлинни капани, чието топлинно излъчване е по-силно от топлинното излъчване на целта и ракетите я губят, насочвайки се към по-яркия източник на излъчване. Използват се и смутители в инфрачервения диапазон, както и конструктивни елементи, понижаващи топлинното излъчване на двигателите. На по-голямата част от вертолетите на изходните сопла на двигателите са монтирани специални устройства, разсейващи топлинното излъчване, които смесват въздушния поток, образуващ се около машината, с изходните газове от двигателя, като по този начин снижават излъчваната температура. За защита от ракети с инфрачервена ГСН се разработват и различни лазерни системи, които биха могли с лъча си да „забият“ системата за насочване на ракетата.
Най-съвършените ракети с инфрачервена ГСН, обаче, като американската ASRAAM например, имат инфрачервена матрица, формираща инфрачервено излъчване на целта (като в съвременна видеокамера), което позволява на ракетата да различи летателния апарат от точковите източници на излъчване на топлинните капани. В същото време съвременните инфрачервени ГСН имат широк ъгъл на обзор, затова пилотът не трябва да насочва своя самолет директно към целта за изстрелване на ракетите. С използването на най-съвременните нашлемни системи за целеуказание на пилотът е достатъчно да погледне целта си, завъртайки глава към нея, за да може да я атакува с ракети с инфрачервено насочване. На руските изтребители МиГ-29 и Су-27 в допълнение към бордовата РЛС се използва оптико-електронна система за целеуказание, която позволява да се определи разстоянието до целта, без самолетът да се демаскира с включването на радара си.
За увеличаване на маневреността съвременните ракети с малка далечина на полета (т.е. с ИЧ система за самонасочване) се оборудват с двигатели с управляем вектор на тягата и газови кормила, които позволяват на ракетата да завие към целта веднага след изстрелването, още преди да набере скорост, достатъчна за ефективно управление чрез аеродинамичните повърхности.
Типове ракети с инфрачервена ГСН:
- AIM-132 ASRAAM – Великобритания
- IRIS-T – Германия
- Р-60 – Русия
- Р-73 – Русия
- AIM-9 Sidewinder – САЩ
- Magic – Франция

### Оптико-електронна (ОЕ)
Последна се появява оптико-електронната система за насочване. Ракетите с такава система имат оптико-електронна матрица, работеща във видимия диапазон. Системата за насочване на такава ракета може да бъде програмирана за поразяването на най-уязвимите елементи на летателния апарат (например пилотската кабина). Оптико-електронната ГСН не зависи от топлинното излъчване на целта, затова може да се използва по слабо забележими в инфрачервения дипазон цели.
Ракети с оптико-електронна ГСН са:
- Rafael Python 5 – Израел
- AIM-9R Sidewinder – САЩ

## Характеристики
За сравнително оценяване на ефективността на ракетите въздух-въздух се използват редица характеристики.
Ефективна далечина на пуск по неманеврираща цел
Далекобойност по цел, която не подозира за атаката и не извършва каквито и да е маневри за отклоняване, с висока вероятност за поразяването ѝ. В англоезичната литература се нарича Launch Success Zone.
Максимална наклонна далечина на полета
Максималното пряко разстояние между самолета-носител и целта: колкото то е по-голямо за дадена ракета, толкова по-голяма е вероятността за поразяването на целта с нея. В англоезичната литература се нарича F-Pole.
Ефективна далекобойност
Даленочина на изстрелване, при която се достига висока вероятност за поразяване на активно маневрираща цел. Диапазонът на ефективната далекобойност обикновено има конична форма, която зависи от типа на ракетата. Дължината на конуса зависи от скоростта и далечината на полета на ракетата, също така и от чувствителността на ГСН. Диаметърът на конуса се определя от маневреността на ракетата и от ъгловите скорости на завъртане на ГСН. На английски се нарича No-Escape Zone.
Точност на самонасочване
Вероятността от попадение в кръг с даден радиус. Вероятността за попадение в кръг с радиус 10 м за ракетите с радиолокационна глава за самонасочване е 0,8 – 0,9. Ракетите с инфрачервена ГСН са по-точни и при същата вероятност попадат в кръг с радиус 3 – 5 м. Грешките при самонасочването на ракетите имат случаен и динамичен характер. Първият е свързан с шумовете от сигнала, излъчван от целта (щумове от електронната апаратура, радиоелектронни контрамерки, ъглови флуктуации на сигнала), вторите възникват от противоракетното маневриране на целта и откази в апаратурата за насочване.

## Поколения ракети с малка далечина на полета (инфрачервена ГСН)
Ракетите „въздух-въздух“ с малка далечина на полета се класифицират и по поколения в съответствие с използваните технологии при създаването им.
Първо поколение
Ранните ракети с малка далекобойност като първите модификации на AIM-9 и К-13 (AA-2 Atol) имат неподвижна инфрачервена ГСН с тясно поле на обзор от порядъка на 30° и изискват при изстрелване да се заеме позиция точно зад целта. На атакувания самолет е достатъчно да извърши малка маневра, за да излезе от полето на обзор на главата за самонасочване на ракетата, р резултат на което тя губи целта.
Ракети от първо поколение:
- Firestreak – Великобритания
- К-13 – СССР
- AIM-9B Sidewinder – САЩ

Второ поколение
Към него се отнасят ракети с инфрачервена ГСН с увеличено до 45° поле на обзор.
Трето поколение
Увеличаването на чувствителността на инфрачервените сензори довежда до появата на всеракурсни ракети „въздух-въздух“ с инфрачервена ГСН. Независимо че ъгълът на обзор на ГСН все още е ограничен в сравнително тесен конус, всеракурсните ГСН позволяват на атакуващия самолет да изстрелва ракетите от всякакво направление, а не само в задната полусфера
Ракети от трето поколение:
- AIM-9L Sidewinder – САЩ

Четвърто поколение
Съветската ракета Р-73 (AA-11 Archer), приета на въоръжение през 1985 г., става първата ракета с малка далечина на полета от четвърто поколение, благодарение на инфрачервената ГСН с аналогово устройство за сканиране във фокална плоскост (матрица). ГСН от такъв тип имат по-добра защита от създаваните топлинни капани и ъгъл на обзор над 60° За най-добро използване на такива ракети, които надминават възможностите на стогавашните бордови РЛС, самолетите започват да се оборудват с нашлемни системи за целеуказание. Най-съвършените ракети от четвърто поколение имат ъгъл на обзор на ГСН 120° и двигатели с управляем вектор на тягата.
Ракети от четвърто поколение:
- Р-73 – Россия
- Magic 2 – Франция

Пето поколение
Ракетите от последното поколение получават ГСН с цифрова инфрачервена матрица, която позволява да се формира цифрово инфрачервено изображение на целта в системата за управление на ракетата. По принцип такава ГСН се комбинира с електронната система за обработка на данните, която обезпечава по-добра защита от смущения, по-голяма точност на попадение и увеличена чувствителност на ГСН, което от своя страна позволява да се увеличи далечината на захвата за автосъпровождане и ефективността на действие по малки безпилотни летателни апарати.
Ракети от пето поколение:
- AIM-132 ASRAAM – Великобритания (1998-)
- IRIS-T – Германия (2005-)
- Rafael Python 5 – Израел
- Р-73М – Русия (1994-)
- AIM-9R Sidewinder – САЩ
- AIM-9X Sidewinder – САЩ (2003-)
- MICA IR – Франция
- A-Darter – ЮАР (в разработка)

## Списък на ракети „въздух-въздух“ по страни
| Ракети „въздух-въздух“ |                          |                |             |              |                       |                      |                          |                      |            |
| Страна                 | Наименование             | Тип на ГСН     | Дължина, мм | Диаметър, мм | Размах на крилата, мм | Маса на ракетата, кг | Маса на бойната част, кг | Далечина на пуск, км | Скорост, М |
| Бразилия               | MAA-1 Piranha            | ИЧ             | 2820        | 152          | 650                   | 90                   | 12                       | 5                    |            |
| Великобритания         | Fireflash                | РК             | 2830        |              |                       | 150                  |                          | 3,1                  | 2          |
| Великобритания         | Firestreak               | ИЧ             | 3190        | 223          | 750                   | 136                  | 22,7                     | 6,4                  | 3          |
| Великобритания         | Red Top                  | ИЧ             | 3320        | 230          | 910                   | 154                  | 31                       | 12                   | 3,2        |
| Великобритания         | Skyflash                 | ПРЛС           | 3680        | 203          | 1020                  | 193                  | 39,5                     | 45                   | 4          |
| Великобритания         | AIM-132 ASRAAM           | ИЧ             | 2900        | 166          | 450                   | 88                   | 10                       | 18                   | 3,5        |
| Европейски съюз        | IRIS-T                   | ИЧ             | 2936        | 127          | 447                   | 87,4                 | 11,4                     | ~25                  | 3          |
| Европейски съюз        | MBDA MICA                | ИЧ, АРЛС       | 3100        | 160          | 560                   | 112                  | 12                       | 50                   | 4          |
| Европейски съюз        | MBDA Meteor              | АРЛС           | 3650        | 178          |                       | 185                  |                          | >100                 | 4+         |
| Израел                 | Shafrir                  | ИЧ             | 2500        | 140          | 550                   | 65                   | 11                       | 5                    | 2,5        |
| Израел                 | Shafrir 2                | ИЧ             | 2500        | 150          | 550                   | 93                   | 11                       | 5                    | 2,5        |
| Израел                 | Python 3                 | ИЧ             | 2950        | 150          | 800                   | 120                  | 11                       | 15                   | 3,5        |
| Израел                 | Python 4                 | ИЧ             | 2950        | 150          | 500                   | 120                  | 11                       | 15                   | 3,5        |
| Израел                 | Python 5                 | ОЕ             | 3096        | 160          | 640                   | 103,6                | 11                       | 20+                  | 4          |
| Израел                 | Derby (Alto)             | АРЛС           | 3620        | 160          | 640                   | 118                  | 23                       | ~50                  | 4          |
| Индия                  | Astra                    | АРЛС           | 3570        | 178          | 254                   | 154                  | 15                       | 100                  | 4+         |
| Китай                  | PL-5                     | ИЧ             | 2893        |              | 657                   | 83                   | 60                       | 100                  | 2,2        |
| Китай                  | PL-7                     | ИЧ             | 2740        | 165          | 660                   | 89                   | 12,5                     | 7                    | 2,5        |
| Китай                  | PL-9                     | ИЧ             | 2900        | 157          |                       | 115                  | 11,8                     | 22                   | 3+         |
| Китай                  | PL-10                    | ПРЛС           | 3690        | 203          | 1000                  | 220                  | 33                       | 60                   | 4          |
| Китай                  | PL-11                    | ПРЛС           | 3690        | 210          | 1000                  | 230                  | 33                       | 50                   | 4          |
| Китай                  | PL-12                    | АРЛС           | 3850        | 203          | 674                   | 180                  |                          | 80+                  | 4          |
| Китай                  | TY-90                    | ИЧ             | 1900        | 90           | –                     | 20                   | 3                        | 6                    | 2+         |
| Пакистан               | H-2                      | ИЧ             |             |              |                       |                      |                          |                      |            |
| Пакистан               | H-4                      | АРЛС           |             |              |                       |                      |                          |                      |            |
| Русия/ · СССР          | К-5/РС-2У AA-1 Alkali    | РК             | 2838        | 178          | 650                   | 82                   | 13                       | 6                    | 1,5        |
| Русия/ · СССР          | Р-8 / К-8 AA-3 Anab      | ИЧ, ПРЛС       | 4000        | 275          | 1300                  | 227                  | 40                       | 23                   | 2          |
| Русия/ · СССР          | К-13/Р-3/Р-13 AA-2 Atoll | ИЧ, ПРЛС       | 2830        | 127          | 530                   | 75                   | 11                       | 15                   | 2,5        |
| Русия/ · СССР          | К-80 / Р-4 AA-5 Ash      | ИЧ, ПРЛС       | 5200        | 315          | 1300                  | 480                  | 50                       | 30                   | 2          |
| Русия/ · СССР          | Р-40 AA-6 Acrid          | ИЧ, ПРЛС       | 5900        | 300          | 1250                  | 800                  | 70                       | 80                   | 2,3        |
| Русия/ · СССР          | Р-23 AA-7 Apex           | ИЧ, ПРЛС       | 4180        | 200          | 1050                  | 217                  | 25                       | 35                   | 3,5        |
| Русия/ · СССР          | Р-24 AA-7 Apex           | ИЧ, ПРЛС       | 4800        | 230          | 1000                  | 248                  | 35                       | 50                   | 3,5        |
| Русия/ · СССР          | Р-27 AA-10 Alamo         | ИЧ, ПРЛС, АРЛС | 4080        | 230          | 770                   | 253                  | 39                       | 130                  | 4,5        |
| Русия/ · СССР          | Р-33 AA-9 Amos           | ИК+ПРЛС        | 4150        | 380          | 900                   | 490                  | 47                       | 228                  | 3,5        |
| Русия/ · СССР          | Р-60 AA-8 Aphid          | ИЧ             | 2100        | 120          | 390                   | 43,5                 | 3                        | 10                   | 2,7        |
| Русия/ · СССР          | Р-73 AA-11 Archer        | ИЧ             | 2900        | 170          | 510                   | 105                  | 8                        | 30                   | 2,5        |
| Русия                  | Р-77 AA-12 Adder         | ИК+АРЛС        | 3600        | 200          | 350                   | 175                  | 30                       | 82 – 175             | 4          |
| Русия                  | Р-37 AA-X-13 Arrow       | ИК+АРЛС        | 4200        | 380          | 700                   | 600                  | 60                       | 300                  | 6          |
| Русия                  | КС-172 / Р-172 AAM-L     | ИК+АРЛС        | 7400        | 510          | 750                   | 750                  | 50                       | 400                  | 4          |
| САЩ                    | AIM-4 Falcon             | ПРЛС, ИЧ       | 1980        | 163          | 508                   |                      | 3,4                      | 9,7                  | 3          |
| САЩ                    | AIM-7 Sparrow            | ПРЛС           | 3660        | 203          | 813                   | 225                  | 40                       | 32 – 50              | 4          |
| САЩ                    | AIM-9 Sidewinder         | ИЧ             | 2850        | 127          | 630                   | 91                   | 9,4                      | 18                   | 2,5        |
| САЩ                    | AIM-54 Phoenix           | ПРЛС+АРЛС      | 3900        | 380          | 900                   | 472                  | 60                       | 184                  | 5          |
| САЩ                    | AIM-120 AMRAAM           | ИК+АРЛС        | 3660        | 178          | 526                   | 152                  | 18 – 23                  | 50 – 205             | 4          |
| Тайван                 | Sky Sword I (TC-1)       | ИЧ             | 2870        | 127          | 640                   | 90                   |                          | 5                    |            |
| Тайван                 | Sky Sword II (TC-2)      | ИК+АРЛС        | 3600        | 203          | 750                   | 190                  | 30                       | 60                   |            |
| Франция                | R550 Magic               | ИЧ             | 2720        | 157          |                       | 89                   | 13                       | 15                   | 3          |
| Франция                | Magic Super 530          | ПРЛС           | 3810        | 260          | 880                   | 275                  | 31                       | 37                   | 4,5        |
| ЮАР                    | A-Darter                 | ИЧ             | 2980        | 166          | 488                   | 89                   |                          | 10                   |            |
| ЮАР                    | R-Darter                 | ПРЛС           | 3620        | 160          |                       | 118                  |                          | 60+                  |            |
| Япония                 | AAM-3 (Type 90)          | ИЧ             | 3100        | 127          |                       | 91                   |                          | 13                   |            |
| Япония                 | AAM-4 (Type 99)          | РК+АРЛС        | 3667        | 203          | 800                   | 222                  |                          | 100                  | 4 – 5      |
| Япония                 | AAM-5 (Type 04)          | ИЧ             | 2860        | 126          | 650                   | 83,9                 |                          | 35                   | 3          |

Списък на съкращенията и условните обозначения
- „ИЧ“ – инфрачервена глава за самонасочване
- „ПРЛС“ – полуактивна радиолокациона глава за самонасочване
- „АРЛС“ – активна радиолокациона глава за самонасочване
- „РК“ – радиокомандна система за насочване
- „ИК“ – инерциално-коректируема система за насочване
- „ОЕ“ – оптико-електронна глава за самонасочване